# Джерет Петерсон
Джерет Петерсон (англ. Jeret Peterson, 12 грудня 1981 — 25 липня 2011) — американський фристайліст, повітряний акробат, призер Олімпійських ігор.
Джерет Петерсон брав участь у трьох Олімпіадах, у Ванкувері виборов срібні медалі.
На Кубку світу найкращі результати показав у 2005. Тоді він тричі перемагав на етапах і тричі був другим. Проте після Туринської олімпіади, на якій він був сьомим, його відрахували зі складу збірної за п'яний бешкет. Джерет повернувся в збірну в сезоні 2009/2010, і відзначився вдалим виступом у Ванкувері.